# Италијанска оклопњача Руђеро ди Лаурија
Руђеро ди Лаурија (итал. Ruggiero di Lauria) је била италијанска оклопњача класе Руђеро ди Лаура. Поринута је у луци Кастеламаре ди Стабија 1883. године.
Брод је отписан 1909. године.